# 39 (nombre)
« Trente-neuf » redirige ici. Pour l'année, voir 39.
Le nombre 39 (trente-neuf) est l'entier naturel qui suit 38 et qui précède 40.

## Enmathématiques
Le nombre 39 est :
- un nombre composé brésilien car 39 = 3312 ;
- la somme de cinq nombres premiers consécutifs (3 + 5 + 7 + 11 + 13), dont le plus petit et le plus grand sont ses plus petit et plus grand facteurs premiers (voir la suite A055233 de l'OEIS) ;
- la somme des trois premières puissances de 3 d'exposant non nul (31 + 32 + 33) ;
- un zéro de la fonction de Mertens.

## Dans d'autres domaines
Le nombre 39 est aussi :
- Le numéro atomique de l'yttrium, un métal de transition.
- le numéro de la sourate Az-Zumar dans le Coran.
- L'indicatif téléphonique international pour appeler l'Italie.
- L'âge éternel du comédien Jack Benny, selon son célèbre running gag lancé à l'occasion de son « premier 39e anniversaire » sur l'« Old Time Radio Show ».
- Le nombre traditionnel de coups que recevaient les esclaves de Rome lorsque leurs maîtres les battaient[réf. nécessaire].
- L'abréviation japonaise de « merci » en langage SMS, car 3 se lit « san » et 9 se lit « kyû », donc « sankyû » (thank you).
- Années historiques : -39, 39 ou 1939.
- Le titre d'un film d'Alfred Hitchcock : Les 39 marches (1935).
- Le nombre Félonique (国賊数号).
- Le n° du département français, le Jura.
- Ligne 39
- Le titre d'une chanson de Queen : '39
- Le nombre de lattes de bois composant une piste de bowling
- Le complexe de lancement 39 du centre spatial Kennedy en Floride, utilisé notamment pour lancer la fusée Saturn V, la navette spatiale puis la fusée Falcon Heavy.